# Fernando Pacheco
Fernando Pacheco Flores (født 18. maj 1992 i Badajoz, Extremadura) er en spansk fodboldspiller, der spiller for Deportivo Alavés som målmand. Han har tidligere spillet for Real Madrid.

## Klubkarriere

### Real Madrid B & C
Pacheco skiftede til Real Madrid i 2006 som 14-årig.
Den 28. august 2011 spillede Pacheco sin første kamp for Real Madrid C imod CF Rayo Majadahonda.
Pacheco spillede sin første kamp for førsteholdstruppen den 20. december 2011 imod SD Ponferradina i Copa del Rey, hvor han i de sidste minutter erstattede Antonio Adán.
Pacheco blev i 2012 rykket op på Real Madrid B, men var indtil 2013 stadig tilgængelig for Real Madrid C.

## Landshold
Pacheco har siden 2013 spillet på Spaniens U21 landshold.
I 2011 spillede han 5 kampe for U19 og U20 landsholdende.